# Schönbach (Sasko)
Schönbach (hornolužickosrbsky Šumbach) je obec v Horní Lužici v německé spolkové zemi Sasko. Nachází se v zemském okrese Zhořelec a má přibližně 1 000 obyvatel. Leží na západním břehu Lužické Nisy poblíž hranic s Českou republikou.

## Správní členění
Obec Schönbach se nedělí na žádné místní části.

## Doprava
Přes Schönbach vedla do 17. září 1945 úzkorozchodná železnice, která byla v rámci válečných reparací demontována a spolu s kolejovými vozidly odvezena do Sovětského svazu.

## Osobnosti
- Karl Friedrich Matthes (1829–1904) – politik
- Christine Holstein (vlastním jménem Margarete Jähne, 1883–1939) – spisovatelka
- Armin Mitter (* 1953) – historik